# Lövåsvallen
Lövåsvallen är en idrottsplats i Billingsfors i Dalsland i Västra Götalands län. Idrottsplatsen är hemmaplan för Billingsfors IK, som spelade allsvenskt på Lövåsvallen säsongen 1946/1947.

### Fotnoter

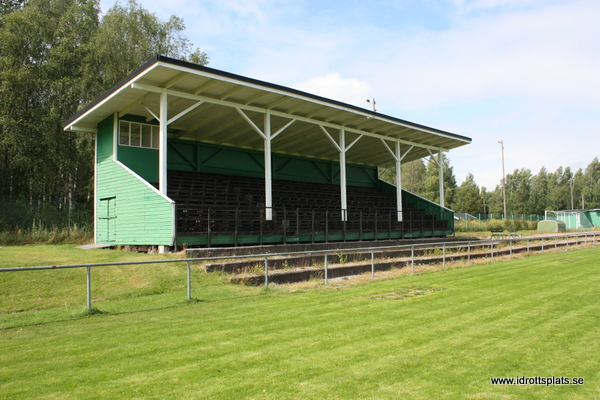

1. ↑  ”Lövåsvallen”. sportklubben.net. http://sportklubben.net/Arenor/Arena_37.asp. Läst 16 december 2011.